# USS Texas (1892)
O USS Texas foi um couraçado pré-dreadnought de segunda linha operado pela Marinha dos Estados Unidos, encomendado como uma reação à aquisição de novos navios blindados modernos por países da América do Sul. Sua construção começou em junho de 1889, no Estaleiro Naval de Norfolk, na Virgínia, e foi lançado ao mar em junho de 1892 e comissionado na frota norte-americana em agosto de 1895. Era armado com uma bateria principal composta por dois canhões de 305 milímetros montados em duas torres de artilharia únicas, tinha um deslocamento carregado de mais de seis mil toneladas e conseguia alcançar uma velocidade máxima de dezessete nós.
O início da carreira do Texas foi marcado por vários acidentes, incluindo problemas na construção, um encalhamento em Rhode Island e inundações enquanto estava em uma doca, o que acabou matando alguns tripulantes. Ele serviu na Guerra Hispano-Americana de 1898, lutando na Batalha de Santiago de Cuba e ajudando a afundar uma esquadra de cruzadores blindados espanhóis. Depois disso teve uma carreira tranquila e sem grandes incidentes, tornando-se um navio de guarda em Charleston, no ano de 1908. Foi descomissionado em fevereiro de 1911 e renomeado para San Marcos, sendo afundado no mês seguinte como alvo de tiro, pelo couraçado USS New Hampshire.

## Projeto

### Pano de fundo

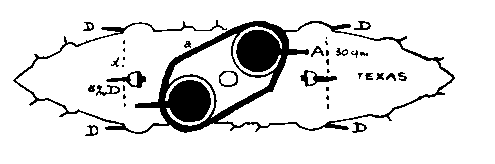
Vista panorâmica de Texas da edição de 1900 da Jane's Fighting Ships. 'A' são as armas principais e 'D' mostra as localizações das armas de 152 milímetros.

A entrega do Riachuelo em 1883 e a aquisição de outros navios de guerra blindados pelo Brasil, Argentina e Chile  alarmaram o governo dos Estados Unidos, já que a Marinha do Brasil era agora a mais poderosa do Hemisfério Ocidental. A Marinha dos Estados Unidos era considerada capaz apenas de defender seus próprios portos. O presidente da Comissão de Assuntos Navais da Câmara, deputado Hilary A. Herbert caracterizou a situação desta forma: "se toda esta nossa velha marinha for colocada em ordem de batalha no meio do oceano e fosse confrontada pelo Riachuelo, é duvidoso que uma única embarcação levando a bandeira americana chegue ao porto."
O Conselho Consultivo da Marinha, confrontado com a possibilidade de tropas hostis operando na costa americana começou a planejar um par de navios para protegê-la, em 1884. Ambos tinham que caber nas docas existentes e tinham que ter um calado raso para permitir o uso de todos os principais portos e bases americanas. Eles tinham que ter uma velocidade mínima de dezessete nós (31 quilômetros por hora) e deveriam deslocar cerca de 6 100 toneladas. Ambos deveriam ser otimizados para fogo de ponta a ponta e ter um contrafeito suas torres de canhão  nas laterais do navio com estas últimas sendo escalonadas para permitir que disparassem pelo convés, de forma semelhante aos encouraçados Riachuelo e Aquidabã. O primeiro navio, designado para a então tradicional viagem de cruzeiro no exterior e armado com quatro canhões de 250 milímetros, tornou-se Maine. O outro, armado com dois canhões de trezentos milímetros, tornou-se Texas.
O Departamento da Marinha realizou um concurso internacional de design para o Texas e a empresa vencedora foi a Naval Construction & Armaments Co., em Barrow-in-Furness, Inglaterra. O projeto vencedor colocou a torre dianteira do Texas a bombordo e sua torre traseira a estibordo. A necessidade do encouraçado poder fazer disparos cruzados fez com que a superestrutura fosse separada em três partes para permitir que cada canhão disparasse entre suas seções. Isso limitou significativamente a capacidade do canhão de disparar para o arco de tiro oposto, pois a superestrutura ainda o restringia. Além disso, nem o convés nem a superestrutura foram reforçados para suportar a explosão do cano quando manuseado, e a subsequente vibração, quando a arma disparasse, como demonstrado durante a Batalha de Santiago de Cuba, quando seu convés de estibordo foi danificado.
Mesmo cinco anos antes de Texas estar completo, os efeitos da explosão gerada pelos disparos dos canhões final foram considerados perigosos e a montagem en echelon dos canhões principais foi abandonada nas marinhas europeias. Isso tornou obsoleto o arranjo de armamento de Texas. O então novo Conselho de Construção considerou um redesenho completo que teria colocado seu armamento centralizado, em duas torres simples ou uma torre dupla, e o reduto pesado eliminado. A construção nessa época estava muito avançada para tal plano, no entanto, e o secretário da Marinha, Benjamin Tracy, limitou o Conselho a detalhar melhorias.

## Características gerais
Texas tinha 94 metros de comprimento de fora a fora, uma boca de 19 metros e um calado máximo de 7,5 metros. Deslocava 6 416 toneladas em plena carga como construído. Seu casco tinha dois compartimentos flanqueados em cada lado das salas de máquinas, bem como uma antepara estanque longitudinal na linha central separando os motores e caldeiras. A inundação assimétrica dos compartimentos flanqueados representava um grave perigo para sua estabilidade. Seu casco duplo protegia a maior parte da referida estrutura e se estendia pela lateral até a borda inferior do convés blindado. Tinha uma altura metacêntrica de 0,8 metro e foi equipado com um rostro.

### Propulsão
A maquinaria do Texas foi construída pela Richmond Locomotive and Machine Works, em Richmond, Virginia. Tinha dois motores a vapor de expansão tripla vertical invertidos com uma potência total projetada de 6 420 quilowatts, cada um acionando um eixo propulsor usando vapor fornecido por quatro caldeiras cilíndricas de extremidade dupla a uma pressão de 175 psi. Em testes,  atingiu uma velocidade de 17,8 nós (33 quilômetros por hora), excedendo sua velocidade contratual de dezessete nós. Podia carregar até 796 toneladas de carvão. Possuía dois dínamos elétricos Edison para alimentar seus holofotes e fornecer iluminação interior.

### Armamento
O armamento Texas consistia em dois canhões Mark I de 305 milímetros montados em torres hidráulicas Mark 2 únicas dentro de seu reduto blindado. Esses canhões tinham uma elevação máxima de 15° e podiam abaixar até -5°. Oitenta salvas por canhão foram realizadas. Eles disparavam um projétil de 394 kg a uma velocidade inicial de 640 metros por segundo, para um alcance de 11 000 metros na elevação máxima. Os compactadores fixos estavam abaixo e fora das torres. Inicialmente, eles só podiam ser carregados em uma posição, bem à frente e a 0° de elevação, mas foram modificados para carregar em todos os ângulos pouco antes do início da Guerra Hispano-Americana.
Quatro dos seis canhões de 152 milímetros foram montados em casamatas no casco e os outros dois foram montados no convés principal em posições de pivô aberto. As duas armas do convés principal possuíam calibre 35, enquanto as armas de casamata tinham calibre 30. As informações são escassas, mas estes canhões provavelmente podiam descer para -7° e elevar para +12°. Eles disparavam projéteis que pesavam 47 kg com uma velocidade inicial por volta de 590 metros por segundo. Eles tinham um alcance máximo inferior a 8 200 metros quando disparados na altitude máxima.
O armamento do barco anti-torpedo consistia em uma dúzia de canhões de 57 milímetros (de calibre desconhecido) em casamatas espaçadas ao longo do casco. Eles disparavam um projétil pesando cerca 2 kg a uma velocidade inicial beirando 538 metros por segundo e uma taxa de vinte salvas por minuto. Seu alcance era inferior a 8 000 metros. Dois canhões giratórios Hotchkiss de 37 milímetros foram montadas nas superestruturas dianteira e traseira. Além disso, dois canhões de 37 milímetros Driggs-Schroeder foram montados em cada gávea. Eles dispararam um projétil pesando meio quilo a uma velocidade inicial que variava perto de 610 metros por segundo para um alcance estimado de 3 200 metros. Eles tinham uma taxa de disparo por volta de trinta disparos por minuto.
Texas carregava quatro tubos de torpedo de 356 milímetros, todos acima da linha de flutuação. Um tubo estava na proa e na popa e outro de cada lado na parte traseira do casco. Foi originalmente destinado a transportar dois pequenos torpedeiros a vapor, cada um com um canhão de uma libra e um tubo de torpedo para fins de treino, mas eles foram cancelados após o fraco desempenho do Maine com estas especificações.

### Blindagem

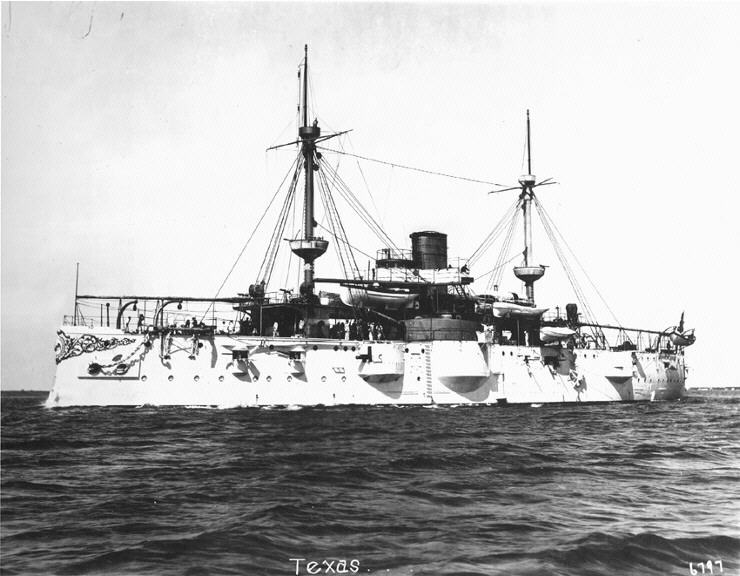
Texas antes da Guerra Hispano-Americana.

O cinturão blindado na linha d'água, feito de aço Harvey, tinha espessura máxima de 305 milímetros e afinava para 152 em sua borda inferior. Tinha 57 metros de comprimento e cobria os compartimentos de máquinas. Tinha dois metros de altura, dos quais 0,9 estava acima da linha d'água. Cinco metros dessa blindagem em cada extremidade se inclinavam para dentro do casco, com a espessura afinando para 203 milímetros a fim de fornecer proteção contra tiros de enfiada. Ele também se inclinava para baixo com o objetivo de encontrar o topo do convés blindado. O convés tinha 51 milímetros de espessura e inclinava para baixo nas extremidades do navio. Ele também se inclinava para baixo nas extremidades laterais do navio, mas sua espessura aumentava para 76 milímetros. Uma cidadela blindada diagonal de 304 milímetros no convés de artilharia protegia o maquinário da torre e os suportes da ponte de comando. O convés superior tinha cinquenta milímetros de espessura.
Os lados das torres tinham 305 milímetros de espessura, enquanto seus telhados possuíam 25 milímetros. A torre de comando tinha 230 milímetros nas paredes. Guindastes de torre, tubos de fala e cabos elétricos foram protegidos por tubos blindados. Os tubos hidráulicos laterais que corriam ao longo da parte inferior do convés das armas estavam inicialmente desprotegidos, mas tubos blindados foram instalados para protegê-los durante a reforma do Texas em 1902. Ao longo do centro do navio, eles tinham uma 25 milímetros de espessura, mas aumentavam para cinquenta mais perto dos lados do navio.
Nenhuma blindagem leve foi usada acima do cinturão principal ou em cada extremidade do navio. Isso tornou Texas altamente vulnerável a canhões de disparo rápido usando projéteis altamente explosivos. Isso não foi considerado uma ameaça significativa no momento em que o Texas foi projetado, mas se tornaria dentro de alguns anos.

## Construção
A construção do Texas foi autorizada pelo Congresso dos Estados Unidos em 3 de agosto de 1886. O início dos trabalhos foi adiado por quase oito meses devido a preocupações sobre sua estabilidade e características gerais. Sua quilha foi colocada em 1º de junho de 1889, em Portsmouth, Virgínia, pelo Norfolk Navy Yard. Ele foi lançado em 28 de junho de 1892, patrocinado pela senhorita Madge Houston Williams, neta de Sam Houston; e comissionado em 15 de agosto de 1895, com o capitão Henry Glass no comando.

## Serviço

### Primeiros anos
Quando ancorado no Brooklyn Navy Yard pela primeira vez após seus testes, várias falhas estruturais vieram à tona. Os pisos tinham dobrado seus suportes e o cimento perto da quilha tinha rachado. Seus suportes de piso foram reforçados com uma cantoneira de dez por dez centímetros e o cimento foi reparado. Mas isso levantou questões sobre sua integridade estrutural, então um Conselho de Pesquisa foi formado em janeiro de 1896 para avaliar sua condição e sugerir melhorias. O Conselho determinou que era necessário fortalecer ainda mais seu casco, mas as medidas exatas tomadas não são conhecidas, embora custassem 39 450 dólares americanos e levariam cem dias úteis. No entanto, o Conselho desejava saber que efeito essas mudanças teriam no calado, estabilidade e altura metacêntrica do Texas. O Conselho recebeu uma resposta em 4 de fevereiro de que aumentaria seu deslocamento em 31 toneladas, aprofundaria seu calado em 5,1 centímetros e elevaria sua altura metacêntrica para 0,84 metros.
O navio encalhou perto de Newport, Rhode Island, em setembro de 1896. Erro do operador combinado com falha de sinal foram declarados como causas. Alguns oficiais, incluindo o futuro governador de Guam, Alfred Walton Hinds, foram repreendidos publicamente. Enquanto estava em reparos em Nova York, o mecanismo que prendia a válvula de injeção principal na sala de máquinas de estibordo quebrou em 9 de novembro de 1896. A pressão da água desmontou a válvula e permitiu que o compartimento inundasse, pois o tubo receptor havia sido removido anteriormente para reparo. Vazamentos nas portas estanques, canos de voz e buracos nas anteparas para cabos elétricos permitiram que a inundação se espalhasse para as outras salas de máquinas e caldeiras, os depósitos de carvão adjacentes a eles, bem como a maioria dos depósitos e paóis. O navio afundou, mas a água era tão rasa que ajudou nos esforços de resgate. No dia 11, a maior parte da água havia sido bombeada, mas ele ainda estava puxando água demais para entrar no dique seco. Estima-se que 270 tonledas de carvão foram removidos para que Texas pudesse entrar no dique seco.
Após os reparos, Texas foi designado para o Esquadrão do Atlântico Norte e patrulhou a costa leste dos Estados Unidos. Em fevereiro de 1897 deixou o Atlântico para um breve cruzeiro nos portos da costa do Golfo de Galveston, Texas e Nova Orleans. Ele chegou a Galveston em 16 de fevereiro de 1897 e ancorou em um porto com 11 metros de profundidade. O piloto local assegurou ao capitão que aquele era o melhor cais do porto para um navio do tamanho do Texas. No entanto, uma maré forte o levou para um banco de lama e o manteve lá. Ele não pode ser desencalhado sendo que mesmo a assistência do vapor Galveston não teve efeito. No final do dia seguinte, ele foi puxado pela âncora de bombordo com o auxílio de um rebocador. Esses dois incidentes lhe deram a reputação de ser um navio "amaldiçoado" ou "azarado" e lhe renderam o apelido de "Old Hoodoo".
Ele retornou à costa leste em março de 1897 e permaneceu lá até o início de 1898. Durante este período, seus tubos de torpedo de proa e popa foram removidos em junho de 1897 e miras telescópicas adicionais foram instaladas nos telhados de sua torre, de 14 de julho a 12 de agosto. No início de 1898, visitou Key West, Flórida e Dry Tortugas, a caminho de Galveston para uma visita rotineira, que fez em meados de fevereiro. Retornando ao Atlântico através do Dry Tortugas em março, chegou a Hampton Roads no dia 24 e retomou o serviço com o Esquadrão do Atlântico Norte.

### Guerra Hispano-Americana
No início da primavera, a guerra entre os Estados Unidos e a Espanha eclodiu sobre as condições em Cuba e a suposta destruição do Maine após um ataque espanhol no porto de Havana, em fevereiro de 1898. Em 18 de maio, sob o comando do capitão J.W. Philip, o Texas estava em Key West, preparando-se para participar desta guerra.

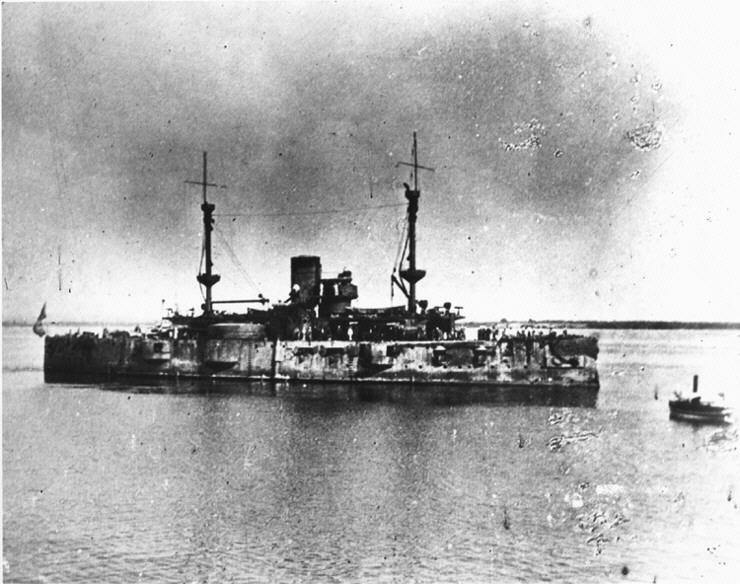
Texas em águas cubanas, maio-julho de 1898

Em 21 de maio, o encouraçado chegou ao largo de Cienfuegos, Cuba, com o Esquadrão Voador para bloquear a costa cubana. Após um retorno a Key West em busca de carvão, o Texas chegou a Santiago de Cuba em 27 de maio. Ele patrulhou aquele porto até 11 de junho, quando fez uma missão de reconhecimento à Baía de Guantánamo em apoio aos desembarques dos fuzileiros navais ali.
No dia seguinte, o Texas descarrregou três peças de campo e duas metralhadoras M1895 Colt-Browning a pedido do comandante expedicionário da Marinha, tenente-coronel Robert W. Huntington. Nas cinco semanas seguintes, o Texas patrulhou entre Santiago de Cuba e a Baía de Guantánamo. Em 16 de junho, o navio de guerra juntou-se ao cruzador Marblehead para um bombardeio do forte em South Toro Cay, na Baía de Guantánamo. Os dois navios abriram fogo logo após as 14h e cessaram o fogo cerca de uma hora e 16 minutos depois, tendo reduzido o forte à impotência.
Em 3 de julho, ele estava navegando ao largo de Santiago de Cuba quando a frota espanhola comandada pelo almirante Cervera tentou escapar da frota americana. O Texas afundou quatro dos navios inimigos sob fogo imediatamente. Enquanto a bateria principal do navio se concentrava nos cruzadores blindados Vizcaya e Cristobal Colon, sua bateria secundária juntou-se a Iowa, Gloucester e Indiana que concentravam fogo em dois contratorpedeiros.
Os dois contratorpedeiros espanhóis recuaram rapidamente e encalharam, fortemente danificados. Um por um, os navios inimigos maiores também também foram sendo afundados pela frota americana. Assim, o Texas e os outros navios do Esquadrão Voador derrotaram a frota espanhola. O Texas foi levemente danificado durante a batalha por um único disparo altamente explosivo de 152 milímetros que o atingiu a estibordo acima do convés principal, imediatamente à frente do guindaste de carvão. Fragmentos do projétil danificaram gravemente o guindaste  e destruíram as portas de ambos os poços de ar e as anteparas adjacentes. Os estilhaços crivaram-se em grande parte da estrutura adjacente também.
A derrota da frota de Cervera permitiu a conquista de Santiago de Cuba. A cidade foi conquistada em 17 de julho, apenas duas semanas após a vitória naval americana. No dia seguinte à rendição em Santiago, a Espanha buscou a paz por meio de ofícios do governo francês. Mesmo antes de o protocolo de paz ser assinado em Washington, DC, em 12 de agosto, os navios americanos começaram a voltar para seus postos anteriores à guerra. O Texas chegou a Nova York em 31 de julho. O capitão Philip foi promovido a comodoro em 10 de agosto de 1898.
No final de novembro, o Texas mudou-se para o sul, para Hampton Roads, onde chegou em 2 de dezembro. O encouraçado retomou sua rotina patrulhando a costa atlântica dos Estados Unidos. Embora seu principal campo de operações mais uma vez se concentrasse na costa nordeste, ele também fez visitas periódicas a lugares como San Juan, Porto Rico e Havana, Cuba.

### Pós-guerra

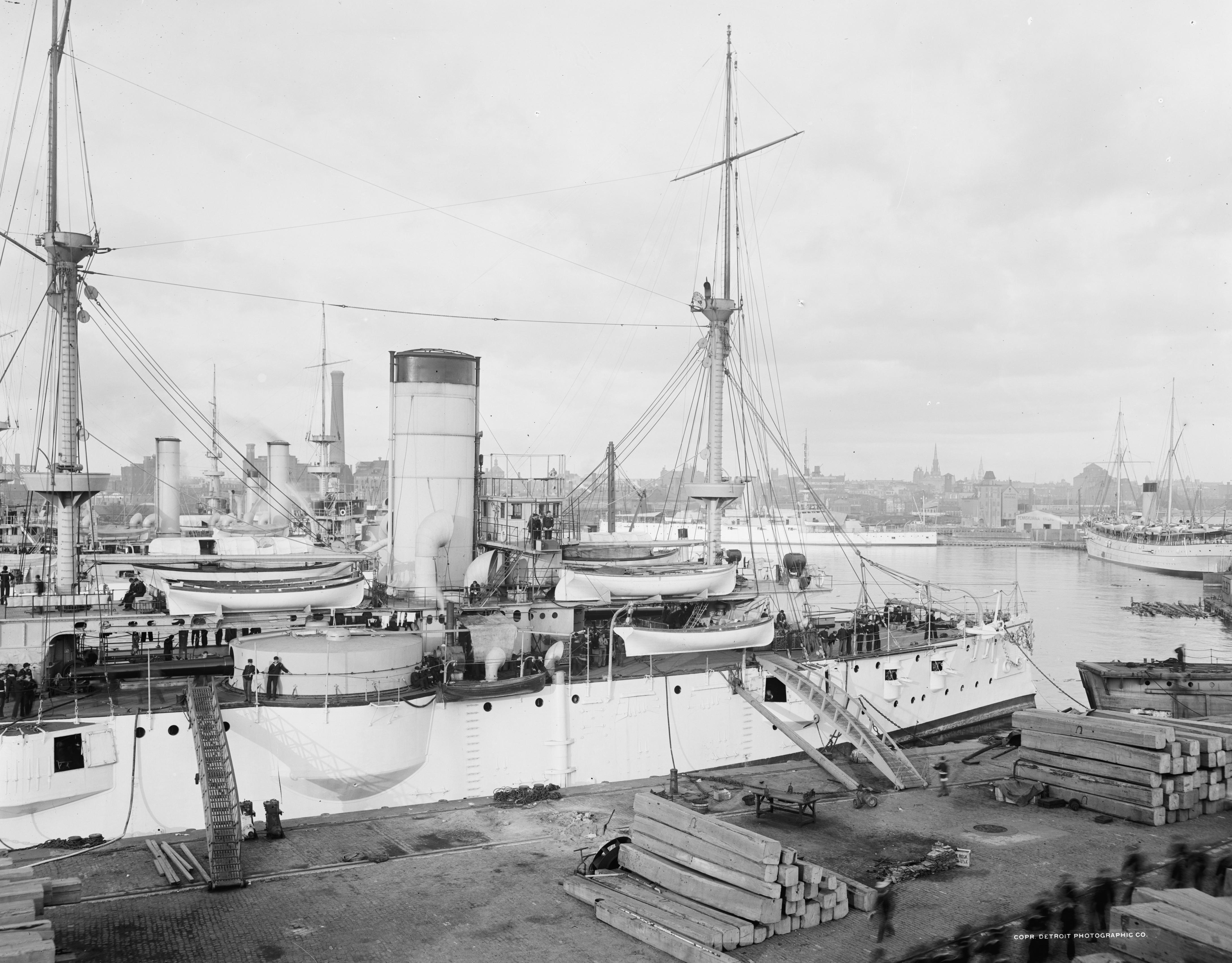
USS Texas no Brooklyn Navy Yard por volta de 1903.

O Texas foi desativado para uma longa reforma em 3 de novembro de 1900 no Norfolk Navy Yard, mas foi comissionado novamente em 3 de novembro de 1902. Durante essa reforma, seu funil e mastros superiores foram repensados. Além disso, a proteção de trezentos milímetros de seus guindastes de munição foram dobradas e seus tubos de torpedos laterais foram removidos. Em uma viagem para Nova Orleans em fevereiro de 1904, o Texas só conseguiu fazer treze nós sob tiragem forçada. Durante 1904 seu armamento foi atualizado quando ele trocou seus quatro de 150 milímetros calibre 30 para armas de calibre 35 mais poderosas e duas armas de uma libra foram desembarcadas. Ele serviu como nau capitânia do Esquadrão Costeiro até 1905, e permaneceu designado nele depois que seu comandante mudou sua bandeira.
Texas foi brevemente desativado entre 11 de janeiro de 1908 e 1 de setembro de 1908. Em 1908, ele ficou ancorado em Charleston, Carolina do Sul. Em 1910, havia perdido seus canhões giratórios de 37 milímetros em troca de dois canhões adicionais de seis libras.
Considerado obsoleto em 1911, foi relegado para uso como alvo de artilharia para permitir que a Marinha avaliasse os efeitos de projéteis modernos em partes blindadas e não blindadas do navio, as probabilidades de impactos subaquáticos e suas profundidades, os efeitos de cargas de choque em tubos, etc., a inflamabilidade dos acessórios do navio e a direção para a qual os projéteis apontavam ao atingir a longa distância.
Como parte desta avaliação, ele foi totalmente equipado e apenas os itens que normalmente teriam permissão para serem removidos antes da ação e os itens adicionados a ele para serviço como navio-estação foram removidos. Manequins também foram utilizados para avaliar os efeitos dos projéteis na tripulação. É incerto se sua munição e pólvora permaneceram a bordo para os testes. Preparar o Texas para esses testes custou 29.422,70 dólares americanos.

### San Marcos
Em 15 de fevereiro de 1911, seu nome foi mudado para San Marcos para permitir que o nome Texas fosse atribuído ao encouraçado nº 35. San Marcos foi afundado em águas rasas em Tangier Sound, na baía de Chesapeake, de 21 a 22 de março de 1911, por tiros do encouraçado New Hampshire. Nenhum exame detalhado foi feito posteriormente, mas notou-se que havia tantos buracos abaixo da linha d'água que a água nos compartimentos dianteiro e traseiro geralmente seguia o movimento da água externa. O interior acima da linha d'água foi demolido. Ele foi usado como alvo para um experimento de torpedo em 6 de abril. Em 10 de outubro de 1911, seu nome foi retirado do Registro de Embarcações. Um mastro ao estilo gaiola, uma duplicata daqueles usados nos dreadnoughts da classe Florida, foi construído sobre o que sobrara do San Marcos, em 1912, e testado contra projéteis de 305 milímetros disparados pelo monitor Tallahassee, de um alcance de 910 metros, em 21 de agosto de 1912. Embora o mastro tenha sido derrubado por nove tiros, foi considerado que ele resistiu ao fogo extremamente bem.
San Marcos foi usado para a prática de artilharia durante a Segunda Guerra Mundial, embora geralmente como um suporte para o alvo verdadeiro. Com dois a seis pés abaixo da linha d'água e marcado por uma bóia danificada pelo tempo, ele foi responsável pelo naufrágio do cargueiro Lexington, em 1940, após uma colisão. Toneladas de explosivos foram usados para demolir sua parte superior e afundar seu casco na lama; em janeiro de 1959, eles tiveram sucesso, com os destroços remanecentes permanecendo lá até hoje.

#### Jornais e livros
- Alden, John D. (1989). American Steel Navy: A Photographic History of the U.S. Navy from the Introduction of the Steel Hull in 1883 to the Cruise of the Great White Fleet. Annapolis, Maryland: Naval Institute Press. ISBN 978-0-87021-248-2
- Allen, Francis J. (1993). «"Old Hoodoo": The Story of the U.S.S. Texas». Toledo, Ohio: International Naval Research Organization. Warship International. XXX (3): 226–256. ISSN 0043-0374
- Friedman, Norman (1985). U.S. Battleships: An Illustrated Design History. Annapolis, Maryland: Naval Institute Press. ISBN 978-0-87021-715-9
- Reilly, John C.; Scheina, Robert L. (1980). American Battleships 1896–1923: Predreadnought Design and Construction. Annapolis, Maryland: Naval Institute Press. ISBN 978-0-87021-524-7
- Sieche, Erwin F. (1990). «Austria-Hungary's Last Visit to the USA». Warship International. XXVII (2): 142–164. ISSN 0043-0374
- Venzon, ed. (1992). General Smedley Darlington Butler: Letters of a Leatherneck 1898–1931. [S.l.]: Greenwood. ISBN 978-0-275-94141-3

#### Sites e outras fontes online
- «Texas I». Enciclopédia de navios de combate americanos. Consultado em 5 de dezembro de 2022
- «United States of America 12"/35 (30.5 cm) Mark 1 and Mark 2». NavWeaps.com. 19 de setembro de 2008. Consultado em 5 de dezembro de 2022
- «United States of America 6"/30, 6"/35 and 6"/40 (15.2 cm) Marks 1, 2, 3, 4 and 7». NavWeaps.com. 25 de dezembro de 2008. Consultado em 5 de dezembro de 2022
- «United States of America 6-pdr (2.72 kg) [2.244" (57 mm)] Marks 1 through 13». NavWeaps.com. 6 de abril de 2008. Consultado em 5 de dezembro de 2022
- «United States of America 1-pdr (0.45 kg) [1.46" (37 mm)] Marks 1 through 15». NavWeaps.com. 15 de agosto de 2008. Consultado em 5 de dezembro de 2022
- «The Accident to the Texas: Capt. Glass Held Wholly Irresponsible for the Trouble» (PDF). The New York Times. 21 de outubro de 1896. Consultado em 5 de dezembro de 2022